# U-522
U-522 — большая океанская немецкая подводная лодка типа IX-C, времён Второй мировой войны.
Заказ на постройку лодки был отдан судостроительной компании «Дойче Верке» в Гамбурге 14 февраля 1940 года. Лодка была заложена 9 июля 1941 года под строительным номером 337, спущена на воду 1 апреля 1942 года, 11 июня 1942 года под командованием капитан-лейтенанта Герберта Шнейдера вошла в состав учебной 4-й флотилии. 1 октября 1942 года вошла в состав 2-й флотилии.
Лодка совершила 2 боевых похода, в которых потопила 7 судов (45 826 брт) и повредила 2 судна (12 479 брт).
23 февраля 1943 года потоплена в центральной Атлантике, к юго-западу от Мадейры в районе с координатами 31°27′ с. ш. 26°22′ з. д. глубинными бомбами с британского корабля береговой охраны HMS Totland. Погиб весь экипаж, 51 человек.